# Дженури
Джену̀ри (на италиански: Genuri; на сардински: Jauni, Яуни) е село и община в Южна Италия, провинция Южна Сардиния, автономен регион и остров Сардиния. Разположено е на 243 m надморска височина. Населението на общината е 353 души (към 2010 г.).